# 中村泰士
中村 泰士（なかむら たいじ、1939年〈昭和14年〉5月21日 - 2020年〈令和2年〉12月20日）は、日本の作曲家、作詞家、ロカビリー歌手、ラジオパーソナリティ、俳優、タレント。

## 略歴・人物

### デビュー前まで
奈良県北葛城郡王寺町出身。本名は泰士と書いて「たいし」と読む（芸名の読みを「やすし」としていたこともある）。クリスチャンの家に、長兄と12歳も離れた5人兄弟の末っ子として生まれる。6歳の時に歯科医師の父が亡くなり、役場に勤める母に女手一つで育てられた。
中学生の時、クラブ活動でブラスバンド部に入り、トロンボーン担当となる。行進曲のリズムを刻み続けることにつまらなさを感じ、部室にあったジャズの譜面のメロディーをトロンボーンで吹いていた。
進学した奈良県立高田高等学校にブラスバンド部がなかったため、担任教諭に頼み部を創ってもらったが、2年生の時にエルビス・プレスリーやニール・セダカらのロックンロール音楽に出会い、大阪市・難波や神戸市・三宮のジャズ喫茶へ通うようになった。当時ロカビリーブームの最中で、プレスリーを真似て髪型を「リーゼントにしてギターケースを持っていれば女の子にモテた時代」のため、「踊りも覚える。女も覚える。楽しいから学校に行かない」ようになり、「遊びほうけて授業日数が足りなかった」ため退学となった。その後、「兄が動いて」大阪府立和泉高等学校3年生に編入したが、2カ月しか通学しなかった。

### ロカビリー歌手としてデビュー
18歳で、内田裕也と佐川満男のバンド「ブルージーン・バップス」にボーカリストとして加入。「美川鯛二」
の芸名で芸能界にデビュー。1962年、東芝レコードから石坂まさを（当時の名義は澤ノ井千江児）作詞による「野良犬のブルース」にて4枚ほどレコードをリリースするも、セールスは鳴かず飛ばずであり、その後は関西地方を中心に、ジャズ喫茶で糊口を凌いでいた。
また、1965年頃には、ソノシートにて『ネリカン・ブルース』を制作。ネリカンとは、練馬少年鑑別所の略であり、軍歌小唄『スーちゃん』の節に少年受刑者たちの懺悔と愚痴を乗せた作品であった。退廃的・虚無的であるとして放送禁止歌としてお蔵入りのような扱いとなったが、1973年、藤圭子のアルバム『演歌の旅 緋牡丹博打』の収録曲として僅かに広まった。

### 製作者の道へ
1966年、ロカビリー人気の低迷とともに表舞台から姿を消した佐川へ、美川本人には作曲者不明と伝えられていた旋律に自ら書き下ろした詞を載せた楽曲を提供するが、レコード会社を説得させることは出来ず、リリースはボツとなる。その曲は、園まりの『夢は夜ひらく』の原型であり、18歳の頃窃盗の罪にてネリカンで収監されていた曽根幸明が、当時ギターで作曲したものであった。のちに園まりのもとから発売されると、補曲（採譜）者のクレジットに本名である「中村泰二」として掲載されることとなる。
1968年、佐川に『今は幸せかい』を提供し、75万枚の大ヒットソングとなる。中村の実体験を元にした渾身の作品であった。

### キャリアの成功、うつ病との闘い
その後、細川たかしの『心のこり』、桜田淳子の『青い鳥』などヒットメーカーとして名を馳せるも、同時期うつ病に罹患。1972年、33歳にて中村が作曲を手掛けたちあきなおみの『喝采』が80万枚を超え、タレント活動を開始するなど、病識もないまま順風満帆にキャリアの成功を重ねてしまったため、中村は誰も逆らえない「裸の王様」と化してしまう。
しかし36歳の頃、十年来の友である在阪テレビ局のプロデューサーが、しかめっ面で口が重い中村の様子を怪訝に感じたことから、中村へ精神科への通院を催促させた。2年後に中村は精神科を訪れ、うつ病の診断を受けたことにより、ようやく病識を自覚した。
中村は当時を振り返り「無口であいさつしない。人に説教する。面倒なヤツになっていた。もう4～5年そんな感じで、みんな絡まれたくないから腫れモノに触るような感じになっていました。『スター誕生』の審査員で渋い顔をしていたのもそのころ。あの時の僕しか知らない人は、今も嫌なヤツだと思っているでしょうね。」「39歳のときの作詞・作曲した梓みちよさんの『小心者』まさに僕の心情を自覚して表現した歌詞でしたね。」と語っている。
薬は処方されず、その後中村は日頃から明るくいるよう努めた。1982年、細川たかしの『北酒場』がヒットし、「笑っていいとも!」へのレギュラー出演が舞い込むと、ますます陽気な性格へと変わっていき、明るい生活を心がけることに心地良さを感じたという。

### 奈良県知事選
1995年に第14回奈良県知事選挙に立候補、約9万票を集めたが2位で落選。その後、1996年には第41回衆議院議員総選挙に自由連合公認で大阪3区から立候補したが、4人中最下位で落選している。

### Gポップス
2000年代以降は、自らの歌手活動を再開し、ライブも精力的に行った。また中村は自身の音楽をGold・Greatの『Gポップス』と呼んでいた。その条件は
1. リズム、サウンドにかかわらず、心安らかに聴いていられる
2. 時代を超えていつでも新しい
3. サウンドに音楽的な知性、品格を感じる
4. 聴き終わった後、優しい気持ちになれるもの。

というものであった。中村はGポップスにあたる音楽家に、小田和正、山下達郎、布袋寅泰、来生たかお、玉置浩二、南佳孝、松任谷由実、竹内まりや、ZARD、森高千里、あいみょんの名を挙げていた。

### 逝去
2020年12月20日、23時50分 (JST)、肝臓がんのため大阪市の病院で死去。81歳没。同年9月末ごろ体調不良を訴え、10月初旬に大阪市立大学医学部附属病院で検査を受けたところ肝臓に腫瘍があることが判明したと同年11月16日に発表していた。同年12月5日に行われた大阪での船上ステージが最後の活動となった。長年、深酒をしていたという。

## 歌手としての曲

### シングル（美川鯛二名義）
- 野良犬のブルース／哀しき姉（デビュー曲・東芝音工／JP-1369、1962年3月）
- 赤いヨットは死んでいた／気まぐれデイト（東芝音工／JP-1401、1962年5月）
- 泣いていたのさ／夜が来て恋をして （東芝音工／JP-1440、1962年10月）
- 街灯／街の灯よ消えないでくれ（東芝音工／JP-1504、1963年1月）
- 網走0（ゼロ）番地／ネリカン・ブルース （ソノシート／SONO RECORDS SS-25）

### シングル
- 昭和時代のおやじ達 / 大阪ヒューマンランド 〜やんか!〜（2003年4月28日）
- 俺…（2008年11月10日）

### アルバム
- 人生満喫（2003年4月28日）

## 提供曲

### あ行
- EVE
  - センチメンGALじゃ〜に〜
- 愛田健二
  - 涙のみなと
- 麻丘めぐみ
  - あいたいよ
- 浅田美代子
  - この胸にこの髪に
- 梓みちよ
  - 小心者
- 荒木ミミ
  - ボロボロ天使
- 石川さゆり
  - 流氷
  - 風の都
  - 鴎という名の酒場
  - めぐり逢う日を
  - 夢のあとさき
- いしだあゆみ
  - 喧嘩のあとでくちづけを
  - 砂漠のような東京で
  - まるで飛べない小鳥のように
  - 渚にて
- 五木ひろし
  - 赤い花
  - 潮どき
  - そして…めぐり逢い
- 伊東ゆかり
  - 深夜放送
  - わかれ雪
  - わたし女ですもの
- 内山田洋とクール・ファイブ
  - 悲恋
- 奥村チヨ
  - 甘い生活
- 小野さとる
  - よこはまチャチャ
- 小畑ミキ with アウト・キャスト
  - ジェーン・ジェーン（愛してる?）
  - ハイ・ミスター
- 小畑ミキ
  - 十六の時
  - グッドナイト・アンディー
  - もしも私が

### か行
- かおりくみこ
  - やさしくしないで
- 柏原芳恵
  - 永久保存のラブメール
  - うれしいわあなた
  - My Song
- 加納竜
  - エロスの海
- 北野ルミ
  - あなた愛してなぜわるい
- 木元ゆうこ
  - チェリー・ガーデン
- 小林旭
  - 泣いた数だけ倖せに
- 小林幸子
  - ふたりはひとり
  - 矢車日記
- 小林幸子・木の実ナナ
  - メランコリック・ママ
- 小柳ルミ子
  - ジョーク

### さ行
- 西郷輝彦
  - 旅立ち
- 蔡咪咪
  - おとなへのバス
- 堺正章
  - 倖・せ・な・女
  - たそがれに別れを
- 堺正章 ザ・スパイダース
  - 悪魔のようなおまえ
  - 月曜日はからっぽ
- 佐川満男
  - 今は幸せかい ※作詞・作曲
- 佐川満男＆伊東ゆかり
  - かんにんしてや
- 桜田淳子
  - 明日では遅すぎる
  - 足長おじさん
  - 乙女の祈り
  - くちづけ
  - 恋のフィーリング
  - 恋人になって!!
  - 三色すみれ
  - 16歳の感情
  - 16歳の夏
  - 淳子の花物語
  - 白い貝がら
  - 白い日記
  - ちいさな花の恋
  - 小さな姫鏡台
  - 天使の初恋
  - 天使の冒険
  - 天使も夢みる
  - 涙はたいせつに
  - 虹のほほえみ
  - 人形の部屋
  - のっぽの恋人
  - 馬車にゆられて
  - 鳩のいる広場
  - 花占い
  - 花物語
  - 秘密
  - 秘密のいろ
  - ふたりはふたり
  - 冬色の街
  - 妖精のつばさ
  - よせがき
  - 嫁さんのお嫁入り
  - 若草の夢
  - わたしの青い鳥
  - 私のお願い
  - わたしの千羽鶴
- ささきいさお
  - それゆけぼくらのファイターズ ※補作詞・補作曲（作詞・作曲は石原美代子、編曲は高田弘）
  - ファイターズ讃歌（ささきいさお→速水けんたろう）※作曲（作詞は石原信一、編曲は高田弘）
- 五月みどり
  - 熟女B
- 沢知美
  - 私はかもめ
- しのづかまゆみ
  - パパはもうれつ
- 島津ゆたか
  - つかれたわけじゃないわ
- ジュディ・オング
  - リクエスト ※作詞・作曲
  - 滴のように
  - ジョーク
- ザ・スウィング・ウエスト
  - 恋のジザベル ※作詞・作曲
  - 君が好きなんだ ※作詞・作曲
- 園まり
  - 悪い女になりそう
  - 夜があるかぎり

### た行
- 高田暢彦・川崎徹
  - 私・湘南マタンゴ娘
- 多岐川裕美
  - あぶない二人
- 谷ちえ子
  - 花の女子高数え歌
  - 私はシンデレラ
- ちあきなおみ
  - 喝采
  - 夜間飛行
  - 禁じられた恋の島
  - 劇場
  - あいつと私
- チェリッシュ
  - 決心
- チョ・ジョンミン
  - あっぱ ※作詞・作曲
- 鶴岡雅義と東京ロマンチカ
  - 鳥取・砂丘・風の人
- デューク・エイセス
  - 京都夢かざり
- テレサ・テン
  - My Song
- 敏いとうとハッピー&ブルー
  - かわいそうな女

### な行
- 中条きよし
  - 酔歌(1999)
- 奈良富士子
  - はだしの女の子
  - あにいもうと
- 野路由紀子
  - 秘めごと
  - 信貴の恋唄

### は行
- 范文雀
  - 最後の一時間
- ピーター
  - 生きているのが淋しくて
- ヒデとロザンナ
  - 愛は傷つきやすく
  - 卒業
  - ふたりの関係
  - 抱擁
- ヴィッキー・チャン
  - 満月
- ザ・ピーナッツ
  - サンフランシスコの女
  - リオの女
  - 大阪の女
- 藤圭子
  - 盛り場数え唄
  - 哀別
  - 面影
  - 女だから
  - あなたはもう他人
- 淵野忠明・都はるみ
  - 危険な関係
- 細川たかし
  - 北酒場
  - 心のこり
  - 酒場であばよ
  - 人生航路
  - みれん心
  - 夢酔い人
- 堀江美都子
  - かわいいジーナ
- 本郷直樹
  - 燃える恋人

### ま行
- マギー・ミネンコ
  - 涙の河
- 松崎しげる
  - おもいで
  - 黄色い麦わら帽子
- 松本ちえこ
  - おもいで不足
  - まぶしい彼
- 真理アンヌ
  - 嘘でとうした愛だけど…
- 美川憲一
  - なみだ三年
- 水木一郎
  - 北の狼南の虎
  - かあさんの灯
- 三田悠子
  - 国際線
- 都はるみ
  - 横須賀ラスト・ナイト
- 三善英史
  - 少年記
  - 絵日傘
  - 待つぼうけ
- 目黒ひとみ
  - わたしのシュガーボーイ
- 桃井かおり＆夏木マリ
  - DAY BY DAY 〜女・美しく生きて下さい〜
- 森田健作
  - 青春のバラード～ひとつぶの涙～
- 森昌子
  - 翼

### や・ら・わ行
- 八代亜紀
  - 陸の船乗り－ロンサム ロード－
- 矢野良子
  - ちょっと好奇心
  - はらはらサマータイム
  - ダウンタウンでつかまえて
- ヤスミン・ヤマシタ
  - おやすみなさい
- 由紀さおり
  - 矢車草〜夢二のおんな〜
- 吉田真梨
  - ひまわりの彩
- ザ・ルビーズ
  - 夜霧のガイコツ今晩は ※作詞・作曲
- ロス・インディオス&シルヴィア
  - それぞれの原宿
- 若山富三郎
  - お前死ぬのかよ

### その他
校歌
- 大阪偕星学園高等学校

イメージソング
- ジャスコイメージソング『ジャスコで逢いましょう』
- 東大阪市老人クラブ連合会創立五十周年記念歌

## 出演

### ラジオ
- 優しさ気分（TBSラジオ）
- おじさんは中村泰士だよ（TBSラジオ）
- 中村泰士のラジオ村から（TBSラジオ）
- 中村泰士の明るく元気にヨーイドン!（CBCラジオ）
- 歌は世につれ……歌好きドン!（2010年 - 2020年9月、ラジオ大阪 金曜 18:00 - 18:30） - 浅田あつこ（演歌歌手）・三谷俊之と共演
- 中村泰士のG POP（2020年10月2日 - 2020年12月25日、ラジオ大阪 金曜 18:00 - 18:30）- 塩乃華織（演歌歌手）と共演。

※事前収録番組で、当初は2020年内でレギュラー放送を休止した後に、2021年春からの再開を予定していた。実際には、新型コロナウイルスへの感染の防止を理由に死去前数週分の放送への出演を見合わせていたことから、結果として生前最後のレギュラー番組になった。中村が休演してからの放送では、塩乃による進行の下で、中村と縁の深いゲストを迎えることで対応している。
※訃報が伝えられた直後の放送（2020年12月25日の最終回）では、同月16日の収録である旨を伝える藤川貴央（ラジオ大阪アナウンサー）のナレーションを、本編の前に急遽挿入。その一方で、本編では、2021年春からの放送再開を示唆する塩乃の発言がそのまま流されていた。実際には、訃報を受けて、生前に手掛けた名曲を改めて紹介する追悼番組を2020年末に急遽収録。『中村泰士のG POPヒストリー』（小池史子の進行による5回シリーズの後継番組）として、2021年1月1日から同月29日まで放送している。

### CM
- 松下電器産業 カラオケ大賞（1984年、片岡鶴太郎、淡谷のり子らと共演）
- タイガー魔法瓶 炊飯ジャー炊きたて（1985年-1987年、古手川祐子と共演）
- 常盤薬品工業 ディノ-バランス（佐川満男と共演）
- 近畿日本鉄道 近鉄特急アーバンライナー
- カナフレックスコーポレーション カナストーン

### テレビドラマ
以下は全てTBSテレビ。
- 毎度おさわがせしますII - 秋野英明 役
- 毎度ゴメンなさぁい - 沢野茂 役
- 水曜ドラマスペシャル 東京-金沢誘惑旅行 - 河野直彦 役

### バラエティー
- 森田一義アワー 笑っていいとも!（フジテレビ、1982年10月 - 1984年3月※金曜日担当）
- 大人はおとな（よみうりテレビ）
- クイズ!メモリアン（テレビ朝日）
- クイズところ変れば!?（テレビ東京）

### Vシネマ
- 覇者の掟 第四章 第五章（2019年） - 竜仁会会長 岸谷幸宏 役

### イベント
- 波の上SUPER歌謡劇場in島ぜんぶでおーきな祭（2016年4月24日）- 水谷千重子とともに司会

## 著作

### 単著
- おじさんスピリット―一度遊びに来ませんか（1983年11月、山手書房）
- 心人類―子供の手の届く所に置いてください。（1992年7月、はまの出版）ISBN 978-4893611406
- いい日いちにち―キュートナーからのメッセージ（2003年12月、アスク）ISBN 978-4901681155
- まがって、シャン!（2012年5月3日、遊タイム出版）ISBN 978-4860103101
- うつを超えた39のモノローグ （2013年10月15日、ゴマブックス）

### 共著
- M2C『カラオケの科学 知って納得歌えば最高―好奇心があるなら歌はどんどんうまくなる』（1997年2月、はまの出版）ISBN 978-4893612298